# Portilla (náutica)
En náutica, la portilla es una porta cuadrada o redonda y próximamente de lado o diámetro de nueve pulgadas que en los sollados de los navíos, fragatas y corbetas de puente se abre en el costado para ventilar dichos sitios cuando el tiempo lo permite. 
Cada portilla tiene en el centro un cristal de patente para dar claridad al interior del barco, aun cuando esté cerrada, lo cual sucede muy frecuentemente en razón a hallarse a poca distancia de la superficie del mar. Las portas enterizas de las primeras baterías de los navíos suelen tener en su medianía una portilla que se abre cuando por causa de la mucha mar no puede llevarse abierta la grande sin que entre agua. 